# Stridsyxekulturen

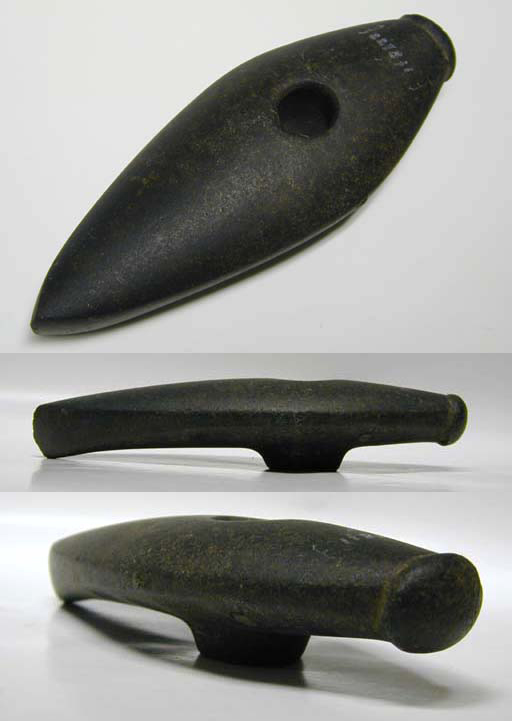
Stridsyxa från södra Sverige.

Stridsyxekulturen, även känt som båtyxkulturen i den äldre litteraturen, betecknar en relativt enhetlig arkeologisk kultur som förekommer i ett område av södra Sverige-Norge som sträcker sig från Bornholm och Skåne i söder till Uppland i norr, runt den Finska viken och längs den norska kusten upp till Tröndelag. Den är en regional variant av så kallad Snörkeramisk kultur (Corded Ware culture) som förekommer i nordöstra Europa under tredje årtusendet före Kristus. C14-dateringar av gravar daterar fenomenet eller kulturkomplexet till ca 2950-2300 f.Kr., men i vissa regioner på kontinenten försvinner den tidigare. Det finns än så länge mycket få dateringar från Sverige, men de äldsta är från tiden runt 2900-2800 f.Kr. I samband med spridningen av dessa snörkeramiska kulturer upphör i regel de föregående kulturerna helt, utan att lämna några spår efter sig under den efterföljande tiden.
Även i Finland kallas denna kultur ibland för stridsyxekultur, eller finsk stridsyxekultur (till skillnad från svensk-norsk stridsyxekultur), men en del arkeologer föredrar snörkeramisk kultur och andra behåller det missledande begreppet båtyxkultur. Det finska materialet liksom det som förekommer i Baltikum är mycket likt det svenska, medan det danska (enkeltgravskultur) skiljer sig från den svensk-norska stridsyxekulturen både vad gäller föremålsformer och gravskick, samt liknar mer det snörkeramiska kulturerna i Nederländerna, Tyskland, Polen och Ryssland.
När stridsyxekulturen upphörde c:a 2300 f.Kr. skedde det relativt snabbt i hela södra Skandinavien, och många närliggande områden i nordöstra Europa. Det spår som finns kvar i Sverige under den efterföljande perioden senneolitikum är de enkla skafthålsyxorna där de äldsta har en del formmässiga likheter med sina föregångare, vilka dock snart upphör. 
Enligt modern DNA-teknik som undersökt skelett finns en koppling mellan DNA i stridsyxekulturens skelett och Jamnakulturen (engelska Yamnaya culture), en kultur från norra sidan av Svarta Havet, som är den mest sannolika kandidaten för bäraren av det urindoeuropeiska språket. Därmed anses det att stridsyxekulturen är baserad på invandring, vilket somliga inte ansett tidigare.

## Föremålstyper

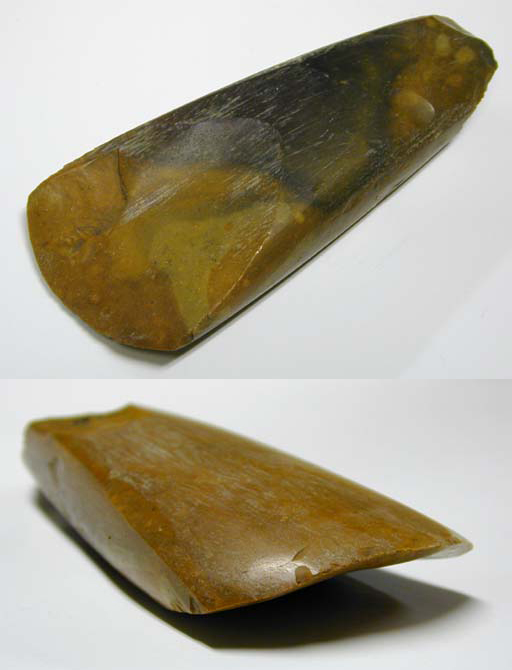
Tväreggad och håleggad flintyxa, från södra Sverige.

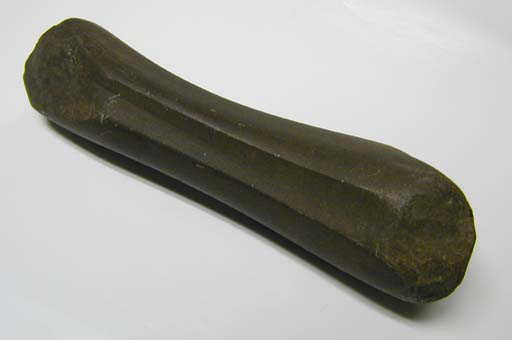
Lårbensformad slipsten, från södra Sverige.

Förutom de stridsyxor som namngivit kulturen och de typiska keramikkärlen, finns en rad föremål som är typiska för kulturen. Hit hör de tväreggade flintyxorna och flintmejslarna, som relativt ofta dessutom är håleggade. Detta utmärkande drag finns för skandinavisk del endast hos de fåtaliga spetsnackiga och håleggade flintyxorna från senneolitikum, vilka främst påträffats på Jylland i Danmark. Kvaliteten på huggning och slipning är generellt sett avsevärt sämre än under trattbägarkulturens tid. Variationen i form och storlek tycks inte vara kronologiskt betingad. 
Bergartsyxor, eller de flata yxor utan skafthål och av andra bergarter än flinta, är alltid räteggade och ofta symmetriska och välgjorda. Däremot är de ovanliga, både som gravgåvor och lösfynd.
Lårbensformade slipstenar tillhör de föremål som helt saknas under andra tidsperioder och i andra kulturer. Vad som slipats i dem är oklart, eftersom det inte tycks finnas några kända föremål som passar med slipytorna.
Kopparföremålen är både extremt sällsynta och enkla till form och storlek.
Spafttungepilar (av typ D), är den enda föremålsform med direkt koppling till den föregående kulturen, trattbägarkulturen, men de är extremt sällsynta och har betydligt lägre kvalitet än tidigare typer.

## Stridsyxorna

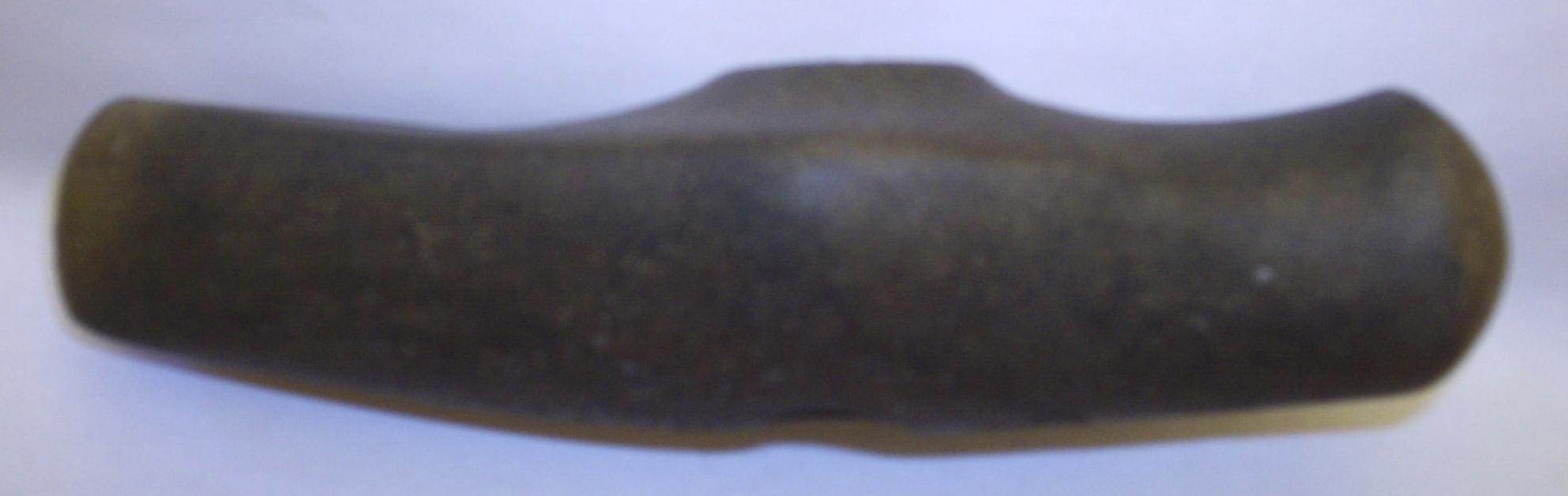
Stridsyxa från Tutaryd socken i Småland (skaftet är uppåt när den är skaftad)

I sitt äldsta stadium förekommer i alla snörkeramiska grupper i Europa främst likartade snörornerade keramikkärl av en enkel typ, men också en typ av stridsyxa, snarlik den svensk-norska undergruppens äldsta yxtyp. I senare stadier finns det få stridsyxor i de centraleuropeiska områdena, medan de är talrika i de norra och östra områdena. Enligt somliga forskare har inte stridsyxorna använts som vapen, utan haft en mer symbolisk funktion, till exempel som statussymbol, men enligt andra forskare hade de flera funktioner där vapen var en viktig funktion, vilket framträder i deras form som gör dem till effektiva vapen. Namnet båtyxkultur kommer av att de svensk-norsk-finska stridsyxorna efterhand kom att likna båtar/kanoter - om de lades upp och ned - men det har inget att göra med tillverkningen av båtar. I ett tidigt skede av kulturen skiftade man från massiv borr till rörborr vid tillverkningen av skafthålet, vilket förenklade processen.

## Keramiken

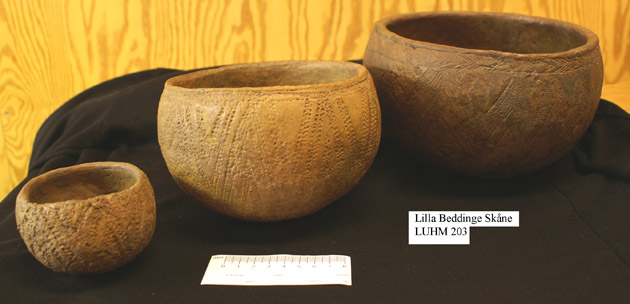
Stridsyxekeramik från Skåne

Det europeiska namnet snörkeramisk kultur återspeglar den centrala roll keramiken spelat hos dessa grupper, så även i Sverige. I en majoritet av gravarna, både för män och kvinnor, har en eller ett par små skålformade bägare inkluderats. Skärvor av dessa kärl återfinns också på boplatserna, vilka dock är anmärkningsvärt få och betydligt färre än antalet gravar, vilket föranleder frågan om keramikkärl har använts i hushållen eller om de enbart har använts vid riter och ceremonier såsom vid gravläggning. De representerar en helt ny keramisk tradition med tunna kärlväggar uppbyggda med tumning och leran är magrad med "chamotte", d.v.s. krossad bränd lera/keramik. Denna teknik skiljer sig totalt från det som är känt inom trattbägarkulturen, eller den föregående kulturen. De tidiga kärlen är främst snörornerade, men längre fram i perioden blir det vanligast med tandad kamstämpel som trycks in för att skapa vinkellinjer och vinkelband.

## Gravskick
Gravarna är enmans- eller dubbelgravar, i Sverige uteslutande under flat mark, vilka är med eller utan stenpackning, men i övriga delar av den snörkeramiska kulturen i Europa är det vanligt att de täcks av låga högar. Den döde ligger alltid i sovställning med uppdragna knän och på sidan, s.k. hocker. I Sverige är de allra flesta gravarna orienterade längs en ungefärlig nord-sydaxel. De döda ligger antingen på vänster sida med huvudet i norr, eller på höger sida med huvudet i syd. På så sätt ligger alla döda med ansiktet vänt mot öst/sydöst. Det verkar troligast att de flesta som låg med huvudet i norr var män, medan de som hade huvudet i syd var kvinnor. Varianter finns dock, särskilt i dubbelgravarna där de två döda, vare sig de är två män eller två kvinnor eller mer troligen en av varje, alltid ligger fot mot fot med huvudet i olika väderstreck men med ansiktet vänt österut.
Vanligaste gravgåvorna är: flata yxor i flinta eller annan bergart, flintspånskniv, 1-2 keramikkärl, stridsyxa (bara för män, men inte för alla män), bärnstenspärlor, benpärlor. Med undantag av stridsyxan, förekommer de flesta av de olika typerna av gravgåvor både hos män och kvinnor, men i olika omfattning.
Ett känt exempel på en grav från stridsyxekulturen är den så kallade "Bergsgraven" som länge varit en del av den fasta utställningen i Östergötlands museum i Linköping. Den grävdes fram av arkeologer 1953 när Bergsrondellen anlades i nordvästra Linköping. Under museets ombyggnad 2019 har man DNA-analyserat skeletten och funnit att de är släkt med stäppnomader, den tredje gruppen av invandrare till Sverige efter istiden.

## Ekonomi
Stridsyxekulturens ekonomi är svår att utreda, eftersom extremt få välbevarade boplatser hittats samtidigt som ben sällan har bevarats i gravar eller på boplatser om de inte varit brända. De var troligen bönder, vilket sädeskornsavtryck i keramiken och pollenanalyser visar. De hade också boskap, och möjligen var fåren nu viktigare än nötkreaturen, vilket är en förändring mot förhållandet inom den tidigare trattbägarkulturen. Men de var även jägare av hjort, rådjur och fågel vilket vissa gravar med välbevarat material visar. 